# Thomas Chittenden
Thomas Chittenden (6 janvier 1730 - 25 août 1797) a été le premier gouverneur de l'État de Vermont, qui sert de 1778 à 1789, lorsque Vermont était un État indépendant appelé la république du Vermont et de nouveau après un an d'absence de son poste à partir de 1790 jusqu'à sa mort. Au cours de son premier mandat après son retour, le Vermont fut admis comme 14e État des États-Unis.

## Autobiographie
- Frank Smallwood, Thomas Chittenden: Vermont's First Statesman, The New England Press : 1997, 304 pages,  (ISBN 1-881535-27-4)